# Anathi, Channarayapatna
Anathi là một làng thuộc tehsil Channarayapatna, huyện Hassan, bang Karnataka, Ấn Độ.